# Pleonasmo
Il pleonasmo (dal greco πλεονασμóς: pleonasmós, "esagerazione") è un'espressione per cui si ha un'aggiunta di parole o elementi grammaticali non necessari, ma ritenuti erroneamente esplicativi di un'espressione già compiuta dal punto di vista informativo e sintattico. A questo accorgimento, il cui effetto è una ridondanza, si ricorre al fine di dare alla frase una maggiore intensità, forza, chiarezza o efficacia.

## Esempi
- "Io il mare l'ho sempre immaginato come un cielo sereno visto dietro dell'acqua" (Cesare Pavese, Feria d'agosto).
- "A me mi par di sì: potete domandare nel primo paese che troverete andando a diritta. - E glielo nominò." Alessandro Manzoni nei I promessi sposi, capitolo XVI.
- "Lei sa che noi altre monache, ci piace di sentir le storie per minuto..." Alessandro Manzoni nei Promessi Sposi, capitolo IX. È anche un anacoluto, mancando la preposizione "a" davanti a "noi".